# Gortina (città antica)
Gortìna (in greco antico: Γόρτυν o Γόρτυνα?, Górtyn o Górtyna) era una polis greca situata sull'isola di Creta.

## Storia
Gortina fu fondata secondo Pausania dagli abitanti di Tegea, antica città dell'Arcadia.
Strabone, rifacendosi a Eforo, riferisce di una tradizione Laconica, legata quindi alla città di Sparta. Anche Conone attribuì la sua fondazione ad abitanti della Laconia, in particolare ad Achei espulsi da Amicle e Minii di Lemno e Imbro.
Gli scavi (condotti già dagli anni 1884-1887 dalla missione archeologica italiana sotto la guida di Federico Halbherr, e più tardi dalla Scuola Archeologica Italiana di Atene) hanno dimostrato che il sito era già abitato nel Neolitico e in epoca minoica. Fra le scoperte italiane, fondamentale per la conoscenza della società dell'antica Grecia, è una grande iscrizione in lingua greca (dorica) della fine del VI e l'inizio del V secolo a.C., contenente le cosiddette "Leggi di Gortina" riguardanti principalmente il diritto di famiglia.
Il nome della città è riferito nell'Iliade e nell'Odissea. La fondazione di Gortina è ascrivibile al periodo geometrico del VII secolo a.C., epoca cui risalgono le prime iscrizioni e i primi templi. Nel III secolo a.C. Gortina era diventata una città potente, specialmente dopo la distruzione della rivale Festo, avvenuta intorno al 150 a.C., conquista che le aveva valso anche il controllo del porto di Matala e della parte occidentale della Messarà.
Nel 221 a.C. scoppiò una guerra civile a causa del contrasto che opponeva una fazione che voleva un'alleanza con Cnosso ad un'altra che preferiva un'alleanza con la città di Lyttos.  Seguì una serie di conflitti con Cnosso cui pose fine la conquista romana dell'isola di Creta, avvenuta nel 68 a.C. Gortina divenne la capitale della nuova provincia di Creta e della Cirenaica. La città andò incontro ad una forte crisi e fu probabilmente abbandonata nell'VIII secolo, infatti quando i Saraceni conquistarono l'isola nell'864 d.C. mossero la capitale a Chandax.